# Gare de Saint-Aigulin - La Roche-Chalais
Pour les articles homonymes, voir Gare de La Roche (homonymie).
Ne doit pas être confondu avec Gare de Chalais.
La gare de Saint-Aigulin - La Roche-Chalais est une gare ferroviaire française de la ligne de Paris-Austerlitz à Bordeaux-Saint-Jean, située sur le territoire de la commune de Saint-Aigulin, dans le département de la Charente-Maritime, à proximité de La Roche-Chalais (département de la Dordogne), en région Nouvelle-Aquitaine.
C'est une halte de la Société nationale des chemins de fer français (SNCF), desservie par des trains TER Nouvelle-Aquitaine.

## Situation ferroviaire
Établie à 31 m d'altitude, la gare de Saint-Aigulin - La Roche-Chalais est située au point kilométrique (PK) 513,924 de la ligne de Paris-Austerlitz à Bordeaux-Saint-Jean entre les gares ouvertes de Chalais et des Églisottes.

## Fréquentation
De 2015 à 2023, selon les estimations de la SNCF, la fréquentation annuelle de la gare s'élève aux nombres indiqués dans le tableau ci-dessous.
| Année     | 2015   | 2016   | 2017   | 2018   | 2019   | 2020   | 2021   | 2022   | 2023   |
| --------- | ------ | ------ | ------ | ------ | ------ | ------ | ------ | ------ | ------ |
| Voyageurs | 11 140 | 10 736 | 10 372 | 13 155 | 21 510 | 16 612 | 21 355 | 26 956 | 33 004 |

## Service des voyageurs

### Desserte

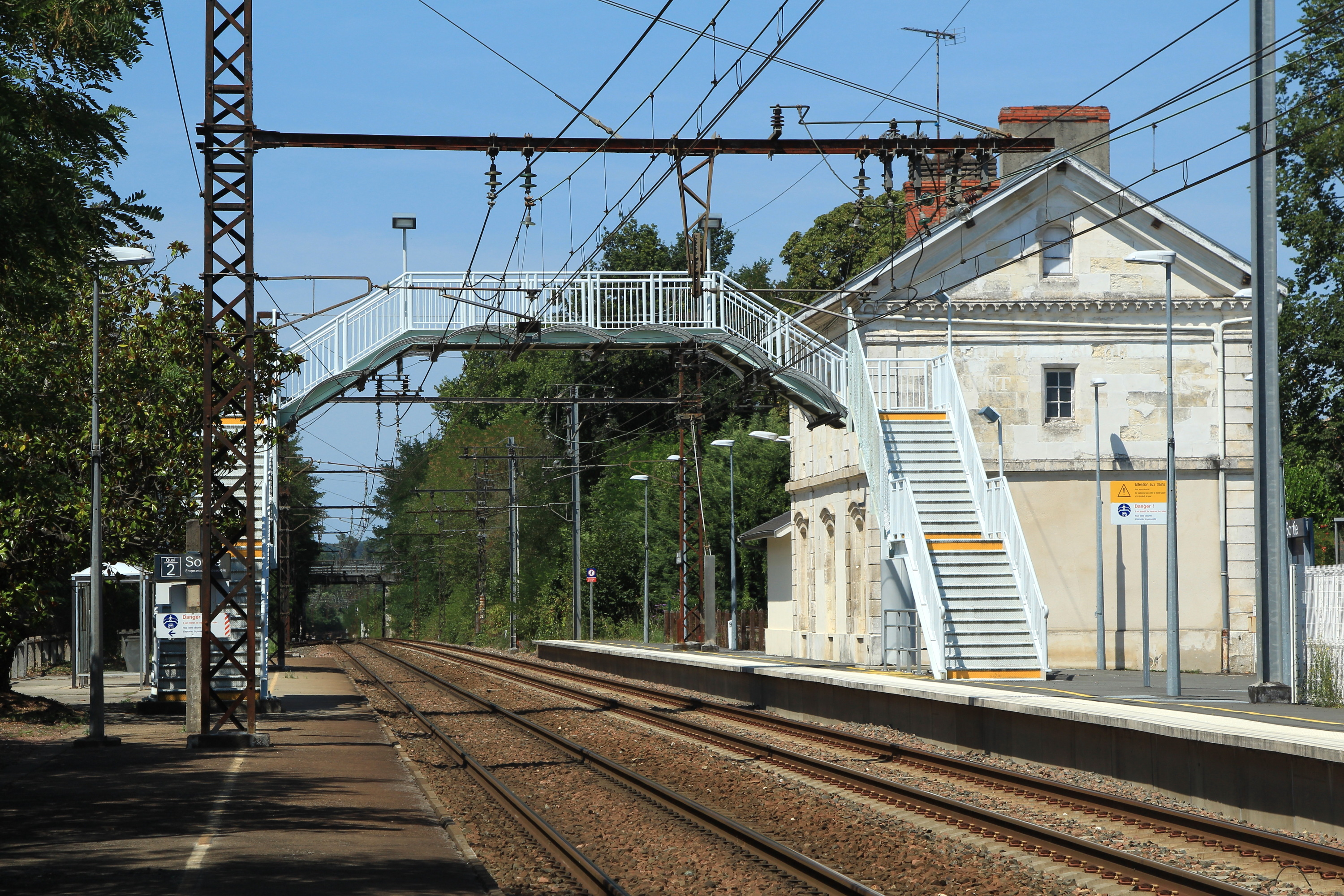
La gare vue vers Angoulême.

En 2021, la gare est desservie par cinq trains TER Nouvelle-Aquitaine du lundi au vendredi (cinq vers Bordeaux et inversement vers Angoulême), deux trains les samedis et deux ou trois trains le dimanche et fêtes (deux vers Bordeaux et trois vers Angoulême dont l’un en provenance de Coutras).